# 누초
누초(婁肖)는 고구려의 지방관직이다. 고구려는 7세기 전반 각 성을 대성(大城), 제성(諸城), 소성(小城), 성(城) 등으로 편제한 뒤 소성에는 누초의 지방관들을 파견했으며, 욕살, 처려근지 등의 아래의 최하위 지방관직으로 추정된다.